# Прозоровский, Фёдор Андреевич
Князь Фёдор Андреевич Прозоровский (умер после 1557) — голова, воевода и наместник во времена правления Ивана III Васильевича, Василия III Ивановича и Ивана IV Васильевича Грозного.
Представитель ярославского княжеского рода Прозоровских. Младший сын князя Андрея Ивановича Прозоровского, погибшего в Суздальском бою с войсками хана Мамутека. Братья — князья Михаил Андреевич Лугвица Прозоровский и Иван Андреевич Пуговица Прозоровский.

## Биография
В 1502 году второй воевода полка левой руки в походе русской рати из Пскова против ливонских крестоносцев. В том же году — воевода полка левой руки в походе новгородской рати на Великое княжество Литовское. В 1504 году воевода войск левой руки в походе из Новгорода на Литву. В 1507 году второй воевода Передового полка в Смоленском походе. В 1521 году воевода в Серпухове, а потом воевода в Нижнем Новгороде.  В июле 1534 года получил приказ выступить «по смоленским вестям» из Боровска в Вязьму вторым воеводою. В 1537 году первый воевода и наместник в Одоеве против крымских царевичей. В том же году служил третьим воеводой в Мещере, а после соединения полков из Мурома и Мещеры получил приказ стоять в сторожевом полку вторым воеводою.            В 1538 году назначен первым воеводой конной рати в походе на Казанское ханство, но этот поход не состоялся. В том же году воевода полка левой руки на реке Угра, а после роспуска больших воевод, назначен первым воеводой в Калуге. В 1539 году первый воевода в Серпухове, а потом третий сотенный голова в Большом полку в Коломне, после шестой воевода в Боровске, а по второму наряду второй воевода Большого полка на Угре. В 1540 году второй воевода в Серпухове. В марте 1544 года первый воевода третьего полка войск левой руки в Казанском походе. В 1545 годувторой воевода полка правой руки в Коломне, защищал южнорусские границы от ожидаемого набега крымских татар. В 1547 году второй воевода войск правой руки в Коломне. В 1548 году пристав у царя Шигалея в походе из Владимира, через Нижний Новгород и Мещеру к Казани. В 1549 году первый воевода в Василь-городе, а с апреля второй воевода восьмого Большого полка в шведском походе, а потом велено ему быть первым воеводою в Резице. В сентябре 1551 года первый воевода девятнадцатого полка войск правой руки в походе к Полоцку.

## Семья
От брака с неизвестной имел детей:
- Князь Прозоровский Михаил Фёдорович (ум. 1564) — стольник и воевода.
- Князь Прозоровский Никита Фёдорович по прозванию Хозетютин Дурной (ум. после 1546) — стольник, участник на свадьбе казанского царевича Симеона и Марии Андреевны Кутузовой-Клеопиной, упомянут в свадебном поезде (ноябрь 1553).